# Mikołaj (biskup włodzimierski)
Mikołaj, czeski duchowny rzymskokatolicki. W 1390 mianowany biskupem włodzimierskim, nie objął diecezji i pełnił funkcję sufragana w Pradze. Od 17 lutego 1400 tytularny biskup Selembria in Tracia.